# 마리나 두룬다
마리나 두룬다 (Marina Durunda, 러시아어:Марина Дурунда 1997년 6월 12일 ~ )는 아제르바이잔의 리듬 체조 선수이다.

## 생애
마리나 두룬다는 4살(2001년)부터 우크라이나에서 리듬 체조를 시작하였고, 2003년에 가족들과 키프로스로 이주하였다. 2012년까지 7년 동안 키프로스 국내 대회에 우승자였다. 키프로스 대표 자격을 받지 못하여. 아제르바이잔 국가 대표가 되었다.
그녀는 러시아어, 우크라이나어, 그리스어, 영어를 구사한다.

## 체조 음악
| 년도 | 종목   | 음악 제목                                                             |
| ---- | ------ | --------------------------------------------------------------------- |
| 2013 | Hoop   | Luna Caliente by Prandi Sound Tango Orch                              |
| 2013 | Ball   | Mama music from Был Месяц Май by Paul Mauriat                         |
| 2013 | Clubs  |                                                                       |
| 2013 | Ribbon | I Will Never Forget You (Я тебя никогда не забуду) by Dmitriy Malikov |

## 관련 인물
- 라라 유시포바
- 카차리나 할키나
- 마리야 티토바
- 야나 쿠드럅체바